# Карпатнафтохім
Карпатнафтохім — провідне підприємство нафтохімічної галузі промисловості України. Розташоване у м. Калуш Івано-Франківської області.

## Історія
Свою історію підприємство веде від 1867, коли було створене акціонерне товариство з експлуатації калійних родовищ. Єдиною продукцією тривалий час був природний каїніт, а після будівництва в 1925—1928 роках збагачувальної фабрики з переробки калійних руд розпочато випуск хлористого калію, сульфату калію, кухонної солі.
У 1939 році підприємство перейменували в калійний комбінат. У 1959/1961 році розпочато будівництво Калуського хіміко-металургійного комбінату. У 1965 році одержано першу продукцію — аеросил. У 1966 році введено в дію шахту імені 50-річчя Жовтня по видобуванню калійних руд і дробильний цех, у 1967 році хіміко-металургійний комбінат об'єднаний з калійним, а також почато експлуатацію Домбровського кар'єру. У 1968 році завершено будівництво потужної хімічної фабрики. До складу хіміко-металургійного комбінату ввійшли 12 заводів, а основну діяльність спрямовано на виробництво калійних добрив, магнію та глибоку переробку вуглеводневої сировини.
У 1975 році комбінат перейменовано у виробниче об'єднання «Хлорвініл» імені 60-річчя Жовтня. Тут уведено в дію перше в СРСР виробництво аеросилу, а на Домбровському кар'єрі вперше у світовій практиці здійснено розробку калійних солей відкритим способом.
Поетапно введено в експлуатацію виробництва соди каустичної діафрагмовим методом (потужності 65 тис. т щороку), олефінів з виробництвом етилену, вінілхлориду (обидва — по 250 тис. т щороку). Продукування олефінів здійснюється на установці парового крекінгу (піролізу), яка почала роботу в 1986 році.
Серед основних виробництв «Хлорвінілу» — гірничо-рудне, комплекс хімічних фабрик з випуску мінеральних добрив, магнієвий завод, отрутохімікату цинебу тощо.
Виробниче об'єднання випускало понад 30 видів продукції. У 15-тисячному колективі працювало чимало новаторів та передовиків виробництва. Так, за науково-технологічну розробку, впровадження виробництва дисперсних кремнеземів з хімічно модифікованою поверхнею та їх застосування як загусників мастильних матеріалів, багаторічного головного інженера об'єднання Миколу Хабера нагороджено Державною премією УРСР в галузі науки і техніки (1972). Через чотири роки, за комплекс робіт з виготовлення і впровадження корозійностійкого обладнання і трубопроводів великих діаметрів з титану та його сплавів, виконаних спільно з науковцями низки інститутів країни, премією відзначені директор об'єднання А. Кондратенко, його заступник В. Шрам, головний механік С. Вовк, начальник цех Є. Матійчук та електрозварювальник В. Свирида.

### Після відновлення незалежності
В 1991 році виробниче об'єднання перейменоване у концерн «Хлорвініл», у 1996 — у ВАТ «Оріана», до складу якого ввійшли заводи хлористого вінілу та калійних добрив, магнієвий, олефіновий, «Фітон», «Діанат», «Технопласт», «Техмаш», «Вінісін», фірма «Аверс» (виготовлення будівельних матеріалів) і теплоелектроцентраль.
В 1991–96 роках здійснено реконструкцію виробництва вінілхлориду зі збільшенням потужностей до 370 тис. т щороку, а в 1997 році уведено в дію виробництво поліетилену потужністю 100 тис. т щороку.
Основними видами продукції були аеросил, антисептик «Амбізоль-1С», аргон високої чистоти, бензол нафтовий, вініл хлористий технічний, смола та рідкі продукти піролізу, кислота соляна, натрій хлористий, хлор рідкий, плівка поліетиленова, товари народного вжитку.
В 2000 році на базі нафтохімічного комплексу ВАТ «Оріана», на підприємствах якого працювали 6,5 тис. осіб, за участі інвестора компанії «ЛУКОЙЛ-Нафтохім» створено ЗАТ «ЛУКОР».
В 2001 році у його структуру введено майновий комплекс виробництва хлору і каустичної соди.
У 2004 році утворено ТОВ «Карпатнафтохім», засновниками якого стали ЗАТ «ЛУКОР» і компанія «LUKOIL Chemical B. V.» (Амстердам).
Невдовзі компанією «ЛУКОЙЛ» прийнято і затверджено нову інвестиційну програму на 2004–10 на суму бл. 500 млн дол. США, де передбачено реалізацію таких проектів:
- будівництво установки гідрування фракцій С/4–С/5 (уведена в дію 2005 потужністю 90,7 тис. т щороку, що зекономило сировину в процесі піролізу, використовуючи побічних продукт у виробництві основних продуктів — етилену і пропілену);
- реконструкція виробництва хлору і каустичної соди (2006–10 збудоване підприємство з виробництва хлору і каустичної соди із впровадженням мембранних технології потужністю 200 тис. т каустичної соди і 180 тис. т хлору щороку);
- спорудження установки полівінілхлориду суспензійного (збудована і введена в експлуатацію впродовж 2007–11 потужністю 300 тис. т щороку).

У зв'язку із відсутністю попиту на основну продукцію на світовому ринку восени 2008 «Карпатнафтохім» зупинив свої основні виробництва. Однак реконструкція підприємства та будівництво нових виробництв тривали, зокрема 2008–10 російська нафтова компанія «ЛУКОЙЛ» інвестувала у «Карпатнафтохім» близько 400 млн доларів США.
У квітні 2010 року «Карпатнафтохім» розпочав виводити із консервації виробництво етилену, поліетилену, вінілхлориду, а також пусконалагоджувальні роботи на новому виробництві хлору і каустичної соди мембранним методом.
Влітку 2010 року підприємство повністю поновило свою роботу. «Карпатнафтохім» приділяє значну увагу задоволенню соціальних потреб працівників та їхніх сімей, на що 2001–08 спрямовано понад 25 млн грн. Надає благодійну допомогу закладам культури, освіти, релігії, правоохороним органам міста. Так, наприклад, в 2009 році профінансовано будівництво православної церкви; придбано медичне обладнання для міської поліклініки, а також обладнання для систем підсилення акустичного звуку та крісла для актової зали політехнічного коледжу, комп'ютерну техніку для гімназії тощо.
Основним власником «Карпатнафтохіму» до 2017 року була російська нафтова компанія Лукойл. З 2012 по 2017 рік завод не працював через проблеми зі збутом. У лютому завод був проданий ТОВ «Виробнича група» Техінсервіс", а вже у червні 2017 року завод відновив роботу.
В 2018 році підприємство капітально відремонтувало та оновило обладнання вперше з 2011 року. Станом на грудень вже відновлено роботу цехів розділення повітря, хлору і каустичної соди, виробництва ПХВСС і КС. Також готуються до пуску цехи з виробництва хлорвінілу і поліхлорвінілової смоли суспензійної цього виробництва. Найближчим часом будуть відремонтовані цехи виробництва етилену і поліетилену. До виконання капітального ремонту та модернізації були залучені підрядні підприємства з України та країн ЄС. Капітальний ремонт дозволить підвищити потужність та ефективність підприємства. У найближчих планах підприємства реалізація нових інвестиційних проектів: будівництво установок з перероблення фракції С4 і отримання таких нових продуктів, як 1,3 бутадієн і метилтретбутиловий ефір, виробництво пероксиду водню та окису пропілену.
Нафтохімічний завод реалізує продукцію як на внутрішньому ринку так і експортує до Польщі, Туреччини, Молдови та Білорусі.

### Після початкі повномасштабного вторгнення
Після початку повномасштабного вторгнення Росії в Україну у 2022 році, «Карпатнафтохім» призупинив свою діяльність. Заступник генерального директора «Карпатнафтохіму» Ярема Рудик уточнив, що зупинка виробництва відбулася 24 лютого 2022 року через колапс логістики та припинення постачання сировини. Після цього працювали лише допоміжні цехи, зокрема очищення стоків, води і каналізації, що забезпечують централізоване водопостачання частини Калуша .
У серпні 2022 року суд наклав арешт на корпоративні права та нерухомість компанії у справі про ухилення від сплати податків, що ускладнило ситуацію .
6 грудня 2023 року Братський районний суд Миколаївської області скасував арешт на майно "Карпатнафтохіму". Новий співвласник "Карпатнафтохіму" — Андрій Веселий. З 1 липня 2024 року 38 працівників очисних споруд підприємства "Карпатнафтохім" написали заяви на звільнення. Така ситуація могла призвести до припинення водопостачання у Калуші.
31 липня 2024 року 30 із 38 співробітників "Карпатнафтохіму" звільнилися з підприємства.
27 лютого 2025 року Калуська міська рада затвердила текст звернення до голови Івано-Франківської обласної державної адміністрації — начальниці Івано-Франківської обласної військової адміністрації Світлани Онищук, щодо бронювання працівників ТОВ «Карпатнафтохім» з метою запобігання виникнення надзвичайної ситуації та катастрофи для Калуської міської територіальної громади та великої частини Івано-Франківської області.

## Арешт активів
За клопотанням Офісу Генерального прокурора суд наклав арешт на корпоративні права «Карпатнафтохіма», пов’язаного з компаніями РФ, на загальну суму понад 2,3 млрд грн, а також на 35 об’єктів нерухомості цього підприємства.

## Керівництво (Директори комбінату — виробничого об'єднання)
- Рудник Надія Никифорівна (1954—1957)
- Кондратенко Анатолій Борисович (1964—1985)
- Чмихалов Сергій Вікторович (від 2000 по 2014)
- Підсадюк Іван Михайлович (від 2017 року)